# Дворец культуры (Новая Каховка)
Дворец культуры (укр. Палац культури) —  в городе Новая Каховка Херсонской области —  созданный в неоклассическом стиле, по проекту  Самуила Вайнштейна и Николая Коломийца. 
Памятник архитектуры Украины XX века. Внесен в государственный реестр памятников архитектуры Херсонской области. Расположен на главной площади города,  образует единый ансамбль  со зданием городской администрации
.

## История
Строительство городского Дома культуры было предусмотрено первым генеральным планом 1951—1954 гг.
В 1953—1954 гг. здание было построено в прибрежной части города в соответствии с пятым пятилетним планом развития народного хозяйства СССР, перед зданием были устроены площадь и городской фонтан.
В ходе озеленения города в середине и второй половине 1950-х годов вокруг здания был высажен парк.
По состоянию на начало 1983 года во дворце культуры действовала киноустановка, регулярно проходили культурно-массовые мероприятия, в помещениях работали несколько коллективов художественной самодеятельности, в том числе получившие известность на общесоюзном и международном уровне:
- самодеятельный народный драматический театр (созданный в апреле 1959 года) — лауреат международного конкурса, проходившего в апреле 1973 года в городе Крнов (ЧССР)[5]
- ансамбль танца «Молодость» — лауреат первого Всесоюзного фестиваля самодеятельного художественного творчества трудящихся 1975 года, в дальнейшем выступавший в СССР, Болгарии, Португалии и Австрии[5]
- оркестр народных инструментов[5]
- вокально-инструментальный ансамбль «Джерела»[5]
- капелла бандуристок[5]
- вокальный ансамбль «Каховчанка»[5]

В ночь с 27 на 28 февраля 2007 года, после окончания праздничного концерта в честь 55-летия Новой Каховки, в ДК вспыхнул пожар, в результате которого полностью сгорело правое крыло, выгорели зрительный зал на 550 мест и танцевальный зал, обвалилась крыша. Также сгорели находившиеся в здании музыкальные инструменты и реквизит творческих коллективов, общая сумма убытков составила около 15 млн. гривен.
Ремонт здания продолжался 10 лет. В 2016 году было объявлено, что изготовленный в Риге витраж 1950-х годов из цветного стекла с изображением советской символики будет демонтирован. Однако витраж был лишь закрыт шторами.
28 февраля 2017 года Дворец культуры был вновь открыт и официально возобновил работу.
6 июня 2023 года Дворец культуры оказался подтоплен в результате разрушения Каховской ГЭС в ходе вторжения России на Украину.

## Описание
Трёхэтажное здание построено в стиле неоклассицизма. Крыша до пожара 2007 года была покрыта цветной черепицей. На первом этаже находятся помещения для проведения выставок и фестивалей, на втором этаже — кино-концертный зал, на третьем этаже — открытая площадка для обзора и танцев. Центральное окно ротонды дворца (со стороны Днепра) было выполнено в виде витража из цветного стекла (с изображением советских людей, гербов СССР и Спасской башни Кремля). По сторонам от главного фасада здания установлены две скульпутры: строителя (справа) и монтажника-высотника (слева), символизирующими строителей Новой Каховки. На портике изображён барельеф с гидроэлектростанцией. С тыльной части здания лестницы от террасы ведут на прибрежную аллею.

## Галерея

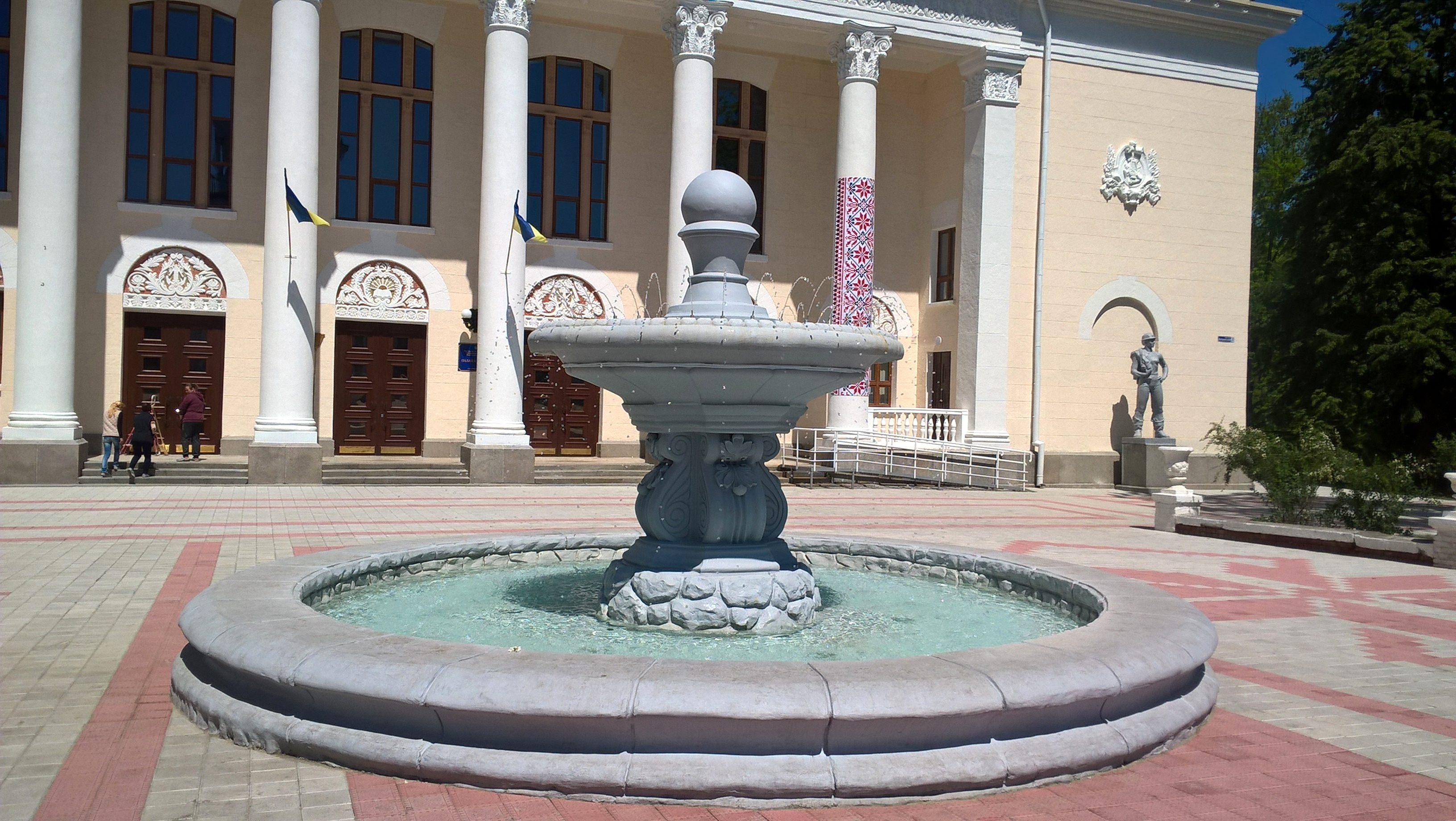
Фонтан
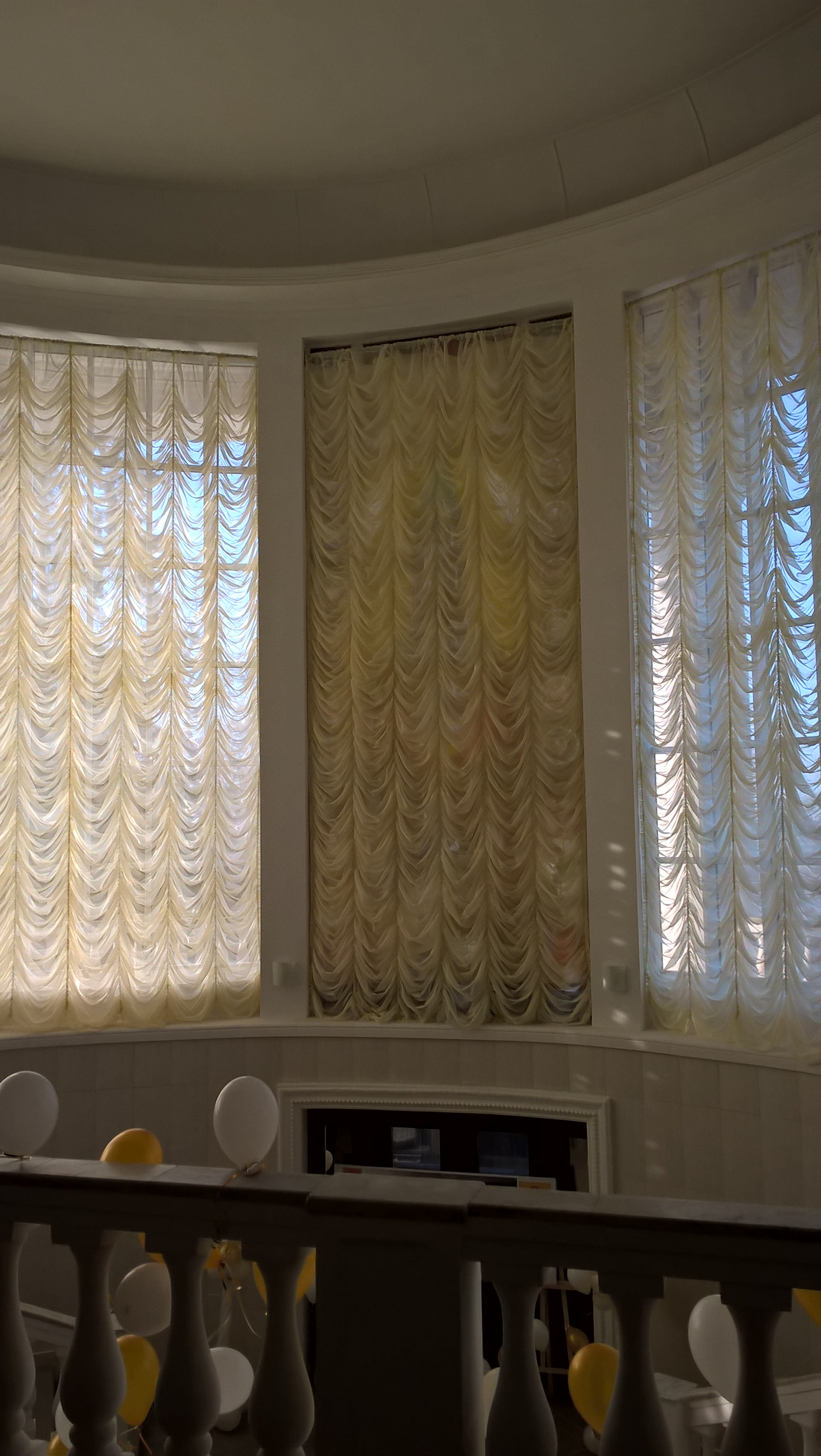
Зашторенный витраж с гербом СССР в 2017 году
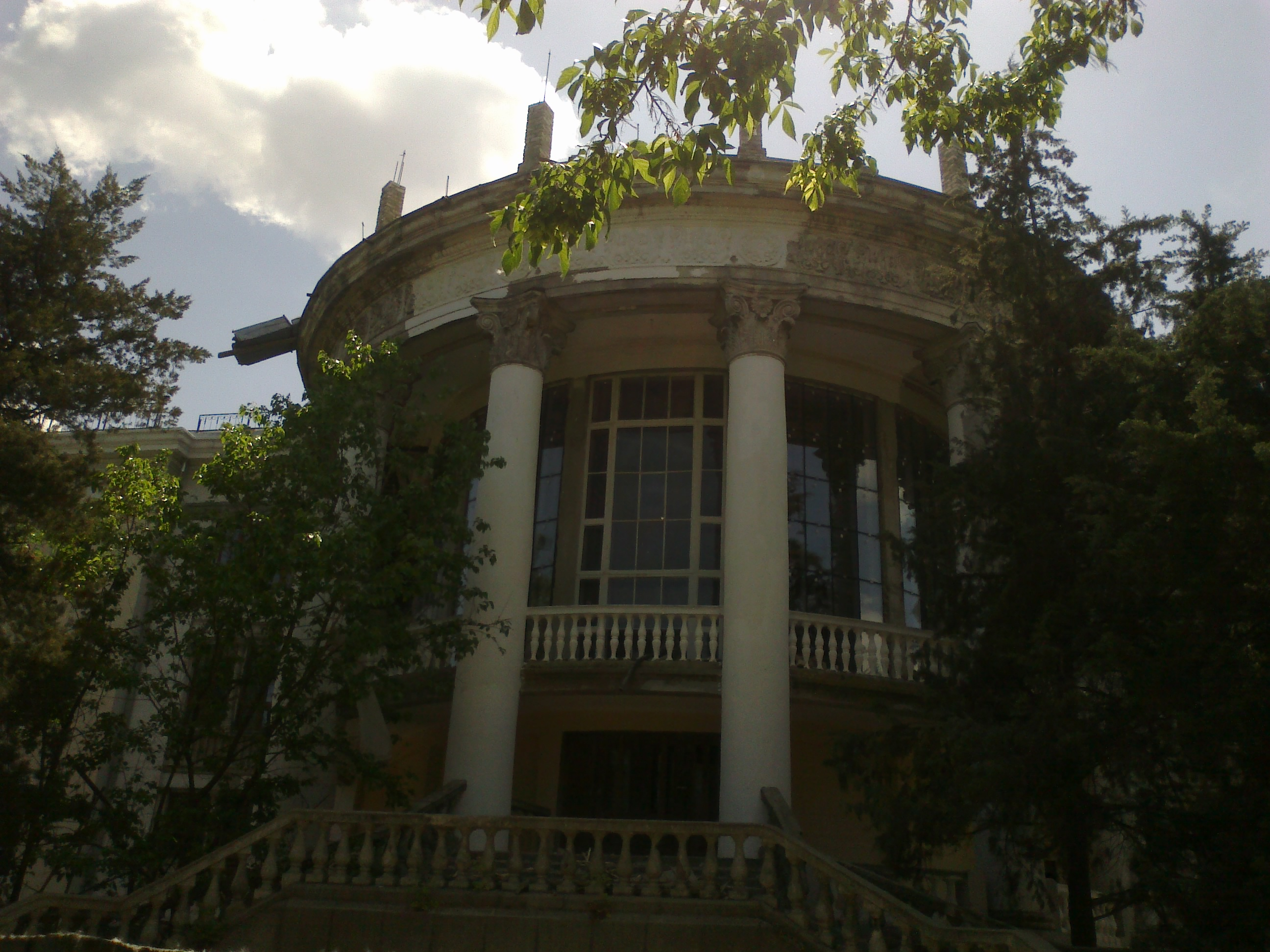
Ротонда и лестницы к набережной
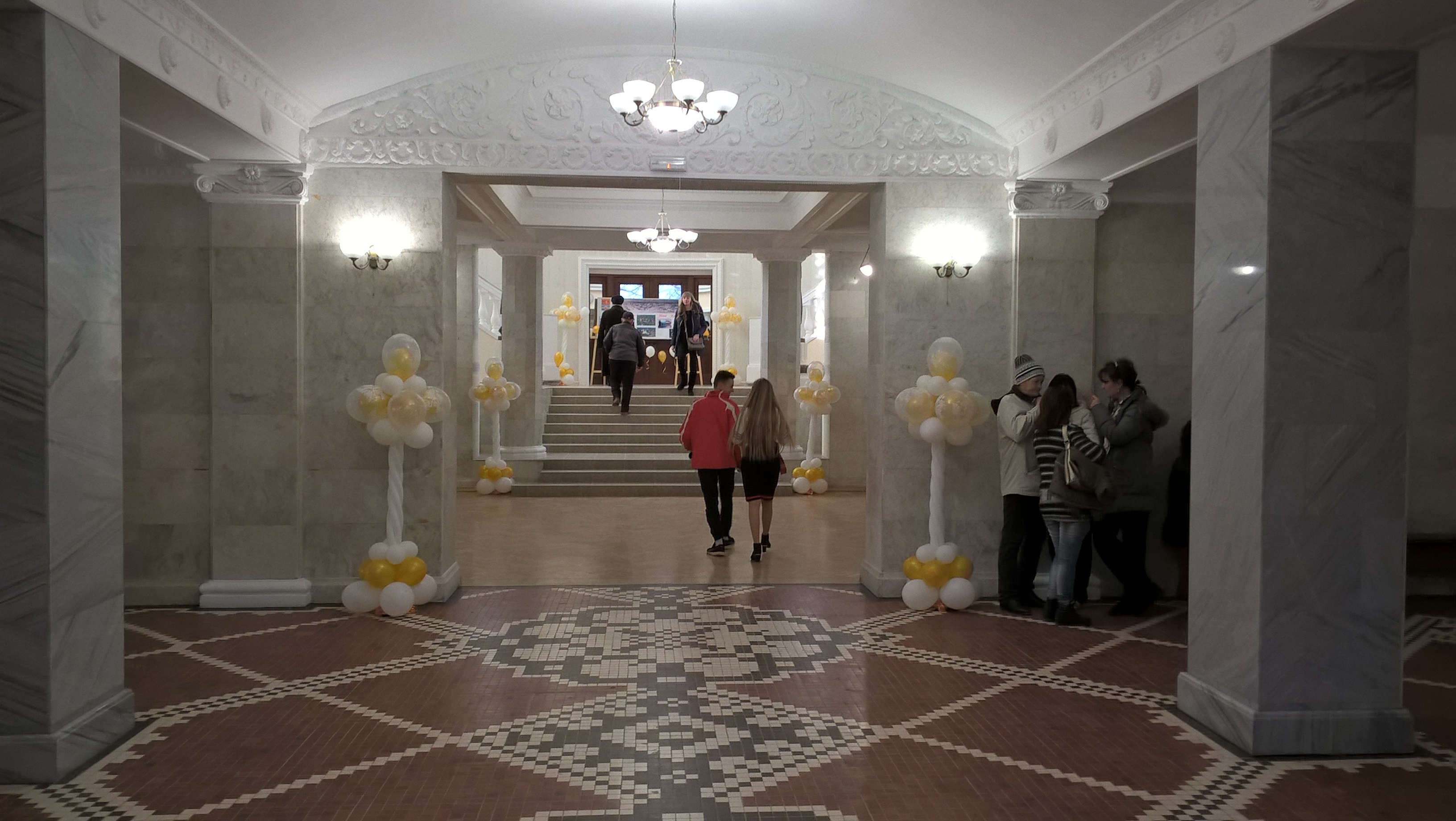
Фойе дворца культуры
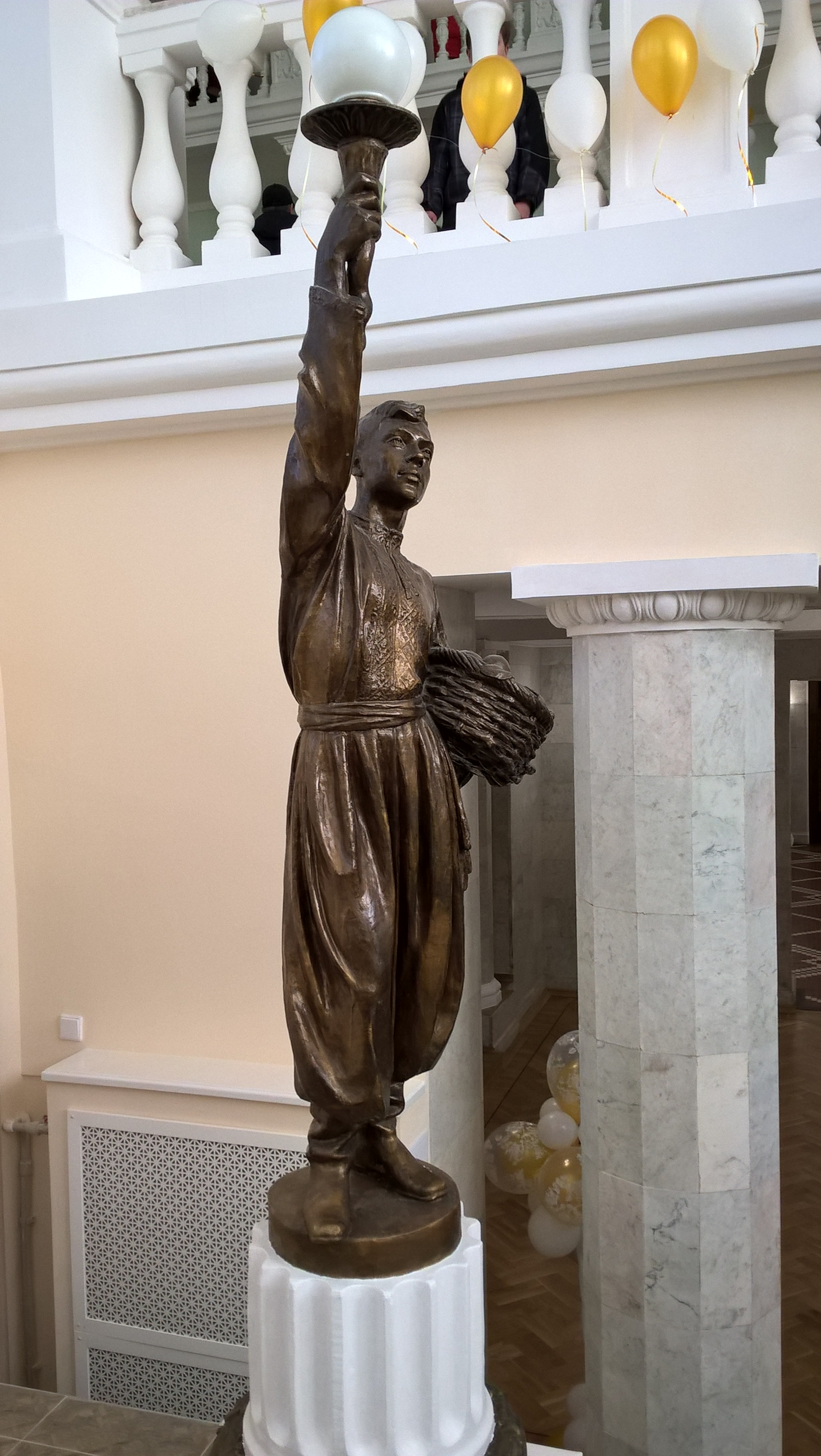
Светильник в фойе
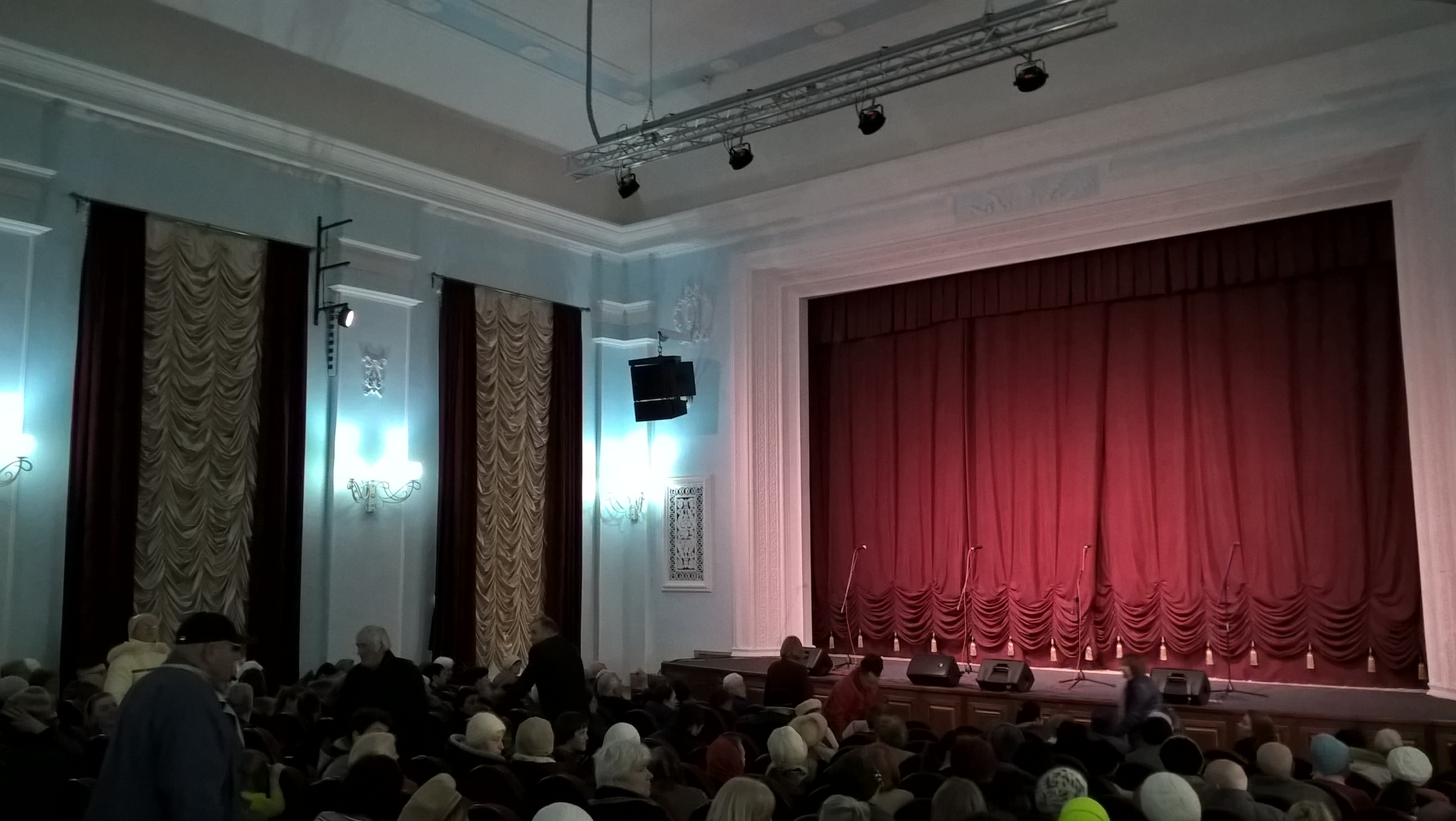
Главный зал